# Lutjanus argentimaculatus
Lutjanus argentimaculatus és una espècie de peix de la família dels lutjànids i de l'ordre dels perciformes que es troba des de l'Àfrica oriental fins a Samoa, les Illes de la Línia, les Illes Ryukyu i Austràlia. S'ha estès al Mediterrani Oriental a través del Canal de Suez.
És un peix de clima subtropical i associat als esculls de corall que viu entre 10-120 m de fondària.
Menja peixos i crustacis. Els mascles poden assolir 150 cm de longitud total.